# 방축로 (인천)
방축로(Bangchuk-ro)는 인천광역시 동구 송현동에서 남동구 간석동까지 이르는 인천광역시도로, 총 연장은 5.350 km이다. 이름이 유래된 것은 옛 주안염전의 방축을 따라 도로가 개설된 것에서 연유하여 제명되었다.

## 역사
- 2009년 7월 6일 : 도로명으로 방축로를 고시

## 주요 경유지
- 동구
  - 송현3동 - 송림6동 - 송림4동
- 미추홀구
  - 도화2·3동 - 주안5동
- 서구
  - 가좌3동
- 남동구
  - 간석4동
- 부평구
  - 십정1동 - 십정2동
- 남동구
  - 간석4동 (2차 통과 구간)

## 접촉하는 도로
- 중봉대로
- 봉수대로
- 장고개로
- 가좌로
- 길파로
- 주염로
- 경원대로
- 정석로
- 석정로

## 철도 연계역
- ● 인천 도시철도 2호선 : 주안국가산단역
- ● 수도권 전철 1호선 : 간석역

## 특이 사항
이 도로에는 연수구, 계양구, 중구를 제외한 인천광역시의 5개 자치구들을 모두 통과하는 도로로 분류된다.